# Suite 1922
La Suite 1922 è una composizione per pianoforte di Paul Hindemith scritta nel 1922.

## Storia della composizione
Gli studiosi dell’opera di Paul Hindemith hanno posto in evidenza il dualismo, a prima vista contrastante, tra l’amore per Bach ed il recupero di una concezione artigianale della musica di un tempo che fu, da una parte, e la sua capacità di mostrarsi perfettamente allineato ai tempi dall'altra. E tuttavia, si può ragionevolmente affermare come anche in queste adesioni ai gusti e alle tendenze del momento, il fondo segreto e nativo del compositore sia rimasto intatto, mentre si manifestavano sempre più chiaramente le sue innate capacità costruttive accanto al magistero nel campo della musica strumentale e da camera, a man a mano che Hindemith si avvicinava alla maturità.. 
Nel periodo compreso tra il 1919 e il 1921, l’autonomia spirituale e creativa del compositore tedesco ha avuto modo di manifestarsi in diverse composizioni, tra cui Mörder, Hoffnung der Frauen (Assassino, speranza delle donne), opera in un atto su testo di Oskar Kokoschka il cui linguaggio oscuro e irrazionale viene musicato secondo modi stilistici ancora influenzati da Richard Wagner, giacché alla tensione drammatica sulla scena corrisponde la tensione dinamica nel complesso strumentale, mentre l’armonia è agitata da cromatismi e passaggi esatonali. Nella produzione cameristica di quel periodo, i riverberi dell’avanguardia musicale europea hanno avuto un’immediata traduzione in termini sonori manifestamente tedeschi che spesso hanno trovato corrispondenza con i tratti del disegno deformante di George Grosz, del collage dadaista, nonché di una sorta di realismo espressionista ispirato a temi sociali e di costume .
Tra i lavori dei primi anni venti nei quali Hindemith manifesta in modo esemplare le proprie tesi e le sue convinzioni figurano la Kammermusik n. 1 per dodici strumenti (1921) e la Suite 1922 per pianoforte, composizione in cui si ravvisa l’atmosfera "romanticamente convulsa" de La sagra della primavera e la "pregnante sensualità timbrica" di Le chant du rossignol di Igor Stravinskij.

## Struttura della composizione
Benché contemporanea di alcuni lavori di Stravinskij, e segnatamente del Ragtime per 11 strumenti (1918), la Suite 1922, osserva Giovanni Attilio Baldi, si caratterizza sia per il fatto di presentarsi come una composizione atonale, vale a dire svincolata dalle regole della tonalità, sia per il suo espressionismo inteso non nella sua iniziale, immediata definizione teorica ed applicazione pratica nel campo della pittura prima, del teatro drammatico (a livello sia contenutistico che visivo e gestuale) e, successivamente, in musica (opere teatrali e balletti), quanto invece come una sorta di verismo portato alle estreme conseguenze, una messa a nudo della coscienza e della subcoscienza umana.    
La Suite 1922 presenta una suddivisione in cinque movimenti.
Il primo movimento, indicato "Marsch", ha l'andamento di una marcetta a un tempo capricciosa e ridicola, richiamante in qualche modo la figura di un clown da circo equestre. L’inizio ricorda uno squillo militaresco di tromba, seguito dal ritmo di un tamburo riprodotto pianisticamente, forse un voluto sberleffo al militarismo prussiano che aveva portato la Germania alla guerra e alla sconfitta nel 1918. È da dire che in questa composizione, Hindemith consigliava all’esecutore di mettere da parte ogni conoscenza tecnica tradizionale e di trattare il pianoforte non come uno strumento a corde ma quale strumento a percussione vero e proprio. 
Il secondo movimento reca in partitura l’indicazione "Shimmy", espressione costituente una corruzione del termine francese “chemise” (camicia), che in tal caso designa un tipo di danza caratterizzata da movimenti delle spalle e del busto dei danzatori, richiamante il periodo delle vedettes del varietà negli anni venti. Va tuttavia precisato che in questo secondo movimento si rivengono ben pochi elementi ritmici che ricordino quel particolare ritmo di ballo, in quel tempo strimpellato (più che suonato) a mo’ di accompagnamento delle comiche di Max Linder durante il periodo del cinema muto.
Per il terzo movimento Hindemith fa ricorso al termine "Nachtstück" (brano notturno), adottato da Robert Schumann per alcune sue composizioni. Qui per "notturno" non si intende una composizione strumentale destinata ad essere eseguita all’aperto durante le ore notturne, come nel caso della celeberrima Eine kleine Nachtmusik K. 525 di Wolfgang Amadeus Mozart, bensì una pagina musicale ispirata alla notte o agli affetti della notte stessa. Tra i massimi compositori di notturni intesi in questa seconda accezione, va ricordato Fryderyk Chopin, il cui stile si differenzia da quello di Schumann per il particolare e costante impiego dell’arpeggio, mentre il compositore tedesco predilige distendere la musica in placidi accordi ai quali fa eco una serena melodia. Hindemith si richiama al notturno schumanniano e dopo un’introduzione a mo’ di premessa, prosegue con un intreccio sonoro richiamante le invenzioni a due voci di Bach: un movimento soprano melodico al quale si contrappone un pedale continuo nel registro medio della tastiera del pianoforte. Un ritenuto, ossia un’immediata riduzione (e non lenta, come nel rallentando) della velocità  di colore cromatico su tre note, ripresenta il tema iniziale, che si conclude con una cadenza nel registro acuto.
Il quarto movimento è contrassegnato come "Boston", termine con il quale si intende un valzer lento in movimento rubato, ovvero con una certa elasticità di tempo al fine di ottenere un’espressione più profonda e appassionata, dove la melodia passa tanto nella mano destra come in quella sinistra, alternandosi anche nell’accompagnamento. Peraltro, Hindemith qui non si attiene strettamente alla forma vera e propria del Boston. Il compositore tedesco mira a trarre suoni dallo strumento con assoluta libertà di linguaggio, senza attenersi agli schemi tipici di quegli anni. Non a caso, a metà del movimento fa la sua apparizione un “valzer hesitation”, al quale seguono alcune battute nel ritmo dei valzer di Émile Waldteufel.
Il quinto e ultimo movimento porta il titolo di Ragtime, una forma di danza tipicamente originaria degli USA, di moda tra la fine del XIX secolo e gli inizi del XX secolo, successivamente introdotta nella musica colta da compositori come Igor Stravinskij, Darius Milhaud e Alfredo Casella . Hindemith in questo movimento conclusivo si è preso il gusto di fare garbatamente il verso ad alcuni dei maggiori compositori di ragtime del tempo, tra cui Louis Armstrong, Sidney Bechet, Duke Ellington, George Gershwin e Jelly Roll Morton, oltre ad arrangiatori quali Morton Gould e Paul Whiteman. Effettivamente, nella didascalia anteposta a Ragtime, Hindemith con sottile arguzia ha indicato espressamente all’esecutore di non tenere in alcun conto le lezioni apprese di tecnica pianistica e di eseguire il brano con trascinante slancio e costante rigorosità ritmica, quasi alla maniera di una macchina

## Discografia parziale
- Boris Berezovsky (Warner Classics)
- Bernhard Billeter (Musical Heritage Society)
- Bruno Canino (Fratelli Fabbri Editori, IGM 1040)
- David Korevaar (MSR Classics)
- Hans Petermandl (Marco Polo)
- Sviatoslav Richter (Decca)